# Moves like Jagger
Moves Like Jagger is een single van Maroon 5 in samenwerking met Christina Aguilera. Het nummer kwam uit op 21 juni 2011, tegelijk met het live-optreden tijdens The Voice. Het is voor Maroon 5 de eerste top 10-single sinds "Misery" (2010) en voor Christina Aguilera is het de eerste top 10-single sinds "Keeps Gettin' Better" (2008). Voor beiden is het ook de eerste nummer 1-hit. In het Top 100 jaaroverzicht 2011 van de Mega Top 50 op NPO 3FM, stond het nummer ook op de eerste plaats. De plaat was bovendien in week 26 van 2011 Megahit op NPO 3FM.

## Hitnoteringen

### Nederlandse Top 40
| Hitnotering: 09-07-2011 t/m 31-12-2011 | Hitnotering: 09-07-2011 t/m 31-12-2011 | Hitnotering: 09-07-2011 t/m 31-12-2011 | Hitnotering: 09-07-2011 t/m 31-12-2011 | Hitnotering: 09-07-2011 t/m 31-12-2011 | Hitnotering: 09-07-2011 t/m 31-12-2011 | Hitnotering: 09-07-2011 t/m 31-12-2011 | Hitnotering: 09-07-2011 t/m 31-12-2011 | Hitnotering: 09-07-2011 t/m 31-12-2011 | Hitnotering: 09-07-2011 t/m 31-12-2011 | Hitnotering: 09-07-2011 t/m 31-12-2011 | Hitnotering: 09-07-2011 t/m 31-12-2011 | Hitnotering: 09-07-2011 t/m 31-12-2011 | Hitnotering: 09-07-2011 t/m 31-12-2011 | Hitnotering: 09-07-2011 t/m 31-12-2011 |
| Week:                                  | 1                                      | 2                                      | 3                                      | 4                                      | 5                                      | 6                                      | 7                                      | 8                                      | 9                                      | 10                                     | 11                                     | 12                                     | 13                                     | 14                                     |
| -------------------------------------- | -------------------------------------- | -------------------------------------- | -------------------------------------- | -------------------------------------- | -------------------------------------- | -------------------------------------- | -------------------------------------- | -------------------------------------- | -------------------------------------- | -------------------------------------- | -------------------------------------- | -------------------------------------- | -------------------------------------- | -------------------------------------- |
| Positie:                               | 5                                      | 3                                      | 3                                      | 4                                      | 3                                      | 2                                      | 2                                      | 2                                      | 2                                      | 2                                      | 1                                      | 1                                      | 1                                      | 4                                      |
| Week:                                  | 15                                     | 16                                     | 17                                     | 18                                     | 19                                     | 20                                     | 21                                     | 22                                     | 23                                     | 24                                     | 25                                     | 26                                     |                                        |                                        |
| Positie:                               | 4                                      | 4                                      | 6                                      | 7                                      | 9                                      | 11                                     | 14                                     | 19                                     | 22                                     | 24                                     | 33                                     | 40                                     | uit                                    |                                        |

### Mega Top 50
| Hitnotering: 02-07-2011 t/m 14-01-2012 | Hitnotering: 02-07-2011 t/m 14-01-2012 | Hitnotering: 02-07-2011 t/m 14-01-2012 | Hitnotering: 02-07-2011 t/m 14-01-2012 | Hitnotering: 02-07-2011 t/m 14-01-2012 | Hitnotering: 02-07-2011 t/m 14-01-2012 | Hitnotering: 02-07-2011 t/m 14-01-2012 | Hitnotering: 02-07-2011 t/m 14-01-2012 | Hitnotering: 02-07-2011 t/m 14-01-2012 | Hitnotering: 02-07-2011 t/m 14-01-2012 | Hitnotering: 02-07-2011 t/m 14-01-2012 | Hitnotering: 02-07-2011 t/m 14-01-2012 | Hitnotering: 02-07-2011 t/m 14-01-2012 | Hitnotering: 02-07-2011 t/m 14-01-2012 | Hitnotering: 02-07-2011 t/m 14-01-2012 | Hitnotering: 02-07-2011 t/m 14-01-2012 |
| Week:                                  | 1                                      | 2                                      | 3                                      | 4                                      | 5                                      | 6                                      | 7                                      | 8                                      | 9                                      | 10                                     | 11                                     | 12                                     | 13                                     | 14                                     | 15                                     |
| -------------------------------------- | -------------------------------------- | -------------------------------------- | -------------------------------------- | -------------------------------------- | -------------------------------------- | -------------------------------------- | -------------------------------------- | -------------------------------------- | -------------------------------------- | -------------------------------------- | -------------------------------------- | -------------------------------------- | -------------------------------------- | -------------------------------------- | -------------------------------------- |
| Positie:                               | 4                                      | 2                                      | 1                                      | 2                                      | 2                                      | 2                                      | 2                                      | 4                                      | 6                                      | 5                                      | 3                                      | 3                                      | 3                                      | 4                                      | 2                                      |
| Week:                                  | 16                                     | 17                                     | 18                                     | 19                                     | 20                                     | 21                                     | 22                                     | 23                                     | 24                                     | 25                                     | 26                                     | 27                                     | 28                                     | 29                                     |                                        |
| Positie:                               | 4                                      | 3                                      | 6                                      | 7                                      | 7                                      | 12                                     | 16                                     | 16                                     | 16                                     | 12                                     | 12                                     | 20                                     | 17                                     | 50                                     | uit                                    |

### NederlandseB2B Single Top 100
| Hitnotering: 02-07-2011 t/m 10-03-2012 | Hitnotering: 02-07-2011 t/m 10-03-2012 | Hitnotering: 02-07-2011 t/m 10-03-2012 | Hitnotering: 02-07-2011 t/m 10-03-2012 | Hitnotering: 02-07-2011 t/m 10-03-2012 | Hitnotering: 02-07-2011 t/m 10-03-2012 | Hitnotering: 02-07-2011 t/m 10-03-2012 | Hitnotering: 02-07-2011 t/m 10-03-2012 | Hitnotering: 02-07-2011 t/m 10-03-2012 | Hitnotering: 02-07-2011 t/m 10-03-2012 | Hitnotering: 02-07-2011 t/m 10-03-2012 | Hitnotering: 02-07-2011 t/m 10-03-2012 | Hitnotering: 02-07-2011 t/m 10-03-2012 | Hitnotering: 02-07-2011 t/m 10-03-2012 | Hitnotering: 02-07-2011 t/m 10-03-2012 | Hitnotering: 02-07-2011 t/m 10-03-2012 | Hitnotering: 02-07-2011 t/m 10-03-2012 | Hitnotering: 02-07-2011 t/m 10-03-2012 | Hitnotering: 02-07-2011 t/m 10-03-2012 | Hitnotering: 02-07-2011 t/m 10-03-2012 |
| Week:                                  | 1                                      | 2                                      | 3                                      | 4                                      | 5                                      | 6                                      | 7                                      | 8                                      | 9                                      | 10                                     | 11                                     | 12                                     | 13                                     | 14                                     | 15                                     | 16                                     | 17                                     | 18                                     | 19                                     |
| -------------------------------------- | -------------------------------------- | -------------------------------------- | -------------------------------------- | -------------------------------------- | -------------------------------------- | -------------------------------------- | -------------------------------------- | -------------------------------------- | -------------------------------------- | -------------------------------------- | -------------------------------------- | -------------------------------------- | -------------------------------------- | -------------------------------------- | -------------------------------------- | -------------------------------------- | -------------------------------------- | -------------------------------------- | -------------------------------------- |
| Positie:                               | 5                                      | 4                                      | 3                                      | 3                                      | 2                                      | 2                                      | 2                                      | 3                                      | 5                                      | 6                                      | 4                                      | 3                                      | 3                                      | 3                                      | 5                                      | 6                                      | 8                                      | 12                                     | 13                                     |
| Week:                                  | 20                                     | 21                                     | 22                                     | 23                                     | 24                                     | 25                                     | 26                                     | 27                                     | 28                                     | 29                                     | 30                                     | 31                                     | 32                                     | 33                                     | 34                                     | 35                                     | 36                                     | 37                                     |                                        |
| Positie:                               | 18                                     | 19                                     | 26                                     | 20                                     | 20                                     | 26                                     | 36                                     | 31                                     | 25                                     | 42                                     | 59                                     | 59                                     | 59                                     | 58                                     | 73                                     | 72                                     | 75                                     | 85                                     | uit                                    |

### VlaamseUltratop 50
| Hitnotering: 30-07-2011 t/m 11-02-2012 | Hitnotering: 30-07-2011 t/m 11-02-2012 | Hitnotering: 30-07-2011 t/m 11-02-2012 | Hitnotering: 30-07-2011 t/m 11-02-2012 | Hitnotering: 30-07-2011 t/m 11-02-2012 | Hitnotering: 30-07-2011 t/m 11-02-2012 | Hitnotering: 30-07-2011 t/m 11-02-2012 | Hitnotering: 30-07-2011 t/m 11-02-2012 | Hitnotering: 30-07-2011 t/m 11-02-2012 | Hitnotering: 30-07-2011 t/m 11-02-2012 | Hitnotering: 30-07-2011 t/m 11-02-2012 | Hitnotering: 30-07-2011 t/m 11-02-2012 | Hitnotering: 30-07-2011 t/m 11-02-2012 | Hitnotering: 30-07-2011 t/m 11-02-2012 | Hitnotering: 30-07-2011 t/m 11-02-2012 | Hitnotering: 30-07-2011 t/m 11-02-2012 |
| Week:                                  | 1                                      | 2                                      | 3                                      | 4                                      | 5                                      | 6                                      | 7                                      | 8                                      | 9                                      | 10                                     | 11                                     | 12                                     | 13                                     | 14                                     | 15                                     |
| -------------------------------------- | -------------------------------------- | -------------------------------------- | -------------------------------------- | -------------------------------------- | -------------------------------------- | -------------------------------------- | -------------------------------------- | -------------------------------------- | -------------------------------------- | -------------------------------------- | -------------------------------------- | -------------------------------------- | -------------------------------------- | -------------------------------------- | -------------------------------------- |
| Positie:                               | 45                                     | 22                                     | 16                                     | 16                                     | 6                                      | 5                                      | 5                                      | 4                                      | 5                                      | 5                                      | 6                                      | 5                                      | 7                                      | 9                                      | 10                                     |
| Week:                                  | 16                                     | 17                                     | 18                                     | 19                                     | 20                                     | 21                                     | 22                                     | 23                                     | 24                                     | 25                                     | 26                                     | 27                                     | 28                                     | 29                                     |                                        |
| Positie:                               | 13                                     | 18                                     | 17                                     | 20                                     | 21                                     | 21                                     | 25                                     | 32                                     | 25                                     | 30                                     | 24                                     | 27                                     | 35                                     | 50                                     | uit                                    |

### VlaamseRadio 2 Top 30
| Hitnotering: 13-08-2011 t/m 05-11-2011 | Hitnotering: 13-08-2011 t/m 05-11-2011 | Hitnotering: 13-08-2011 t/m 05-11-2011 | Hitnotering: 13-08-2011 t/m 05-11-2011 | Hitnotering: 13-08-2011 t/m 05-11-2011 | Hitnotering: 13-08-2011 t/m 05-11-2011 | Hitnotering: 13-08-2011 t/m 05-11-2011 | Hitnotering: 13-08-2011 t/m 05-11-2011 | Hitnotering: 13-08-2011 t/m 05-11-2011 | Hitnotering: 13-08-2011 t/m 05-11-2011 | Hitnotering: 13-08-2011 t/m 05-11-2011 | Hitnotering: 13-08-2011 t/m 05-11-2011 | Hitnotering: 13-08-2011 t/m 05-11-2011 | Hitnotering: 13-08-2011 t/m 05-11-2011 | Hitnotering: 13-08-2011 t/m 05-11-2011 |
| Week:                                  | 1                                      | 2                                      | 3                                      | 4                                      | 5                                      | 6                                      | 7                                      | 8                                      | 9                                      | 10                                     | 11                                     | 12                                     | 13                                     |                                        |
| -------------------------------------- | -------------------------------------- | -------------------------------------- | -------------------------------------- | -------------------------------------- | -------------------------------------- | -------------------------------------- | -------------------------------------- | -------------------------------------- | -------------------------------------- | -------------------------------------- | -------------------------------------- | -------------------------------------- | -------------------------------------- | -------------------------------------- |
| Positie:                               | 25                                     | 21                                     | 15                                     | 14                                     | 12                                     | 11                                     | 12                                     | 15                                     | 18                                     | 21                                     | 25                                     | 27                                     | 29                                     | uit                                    |

### NPO Radio 2 Top 2000
| Nummer met noteringen in de NPO Radio 2 Top 2000 | '11 | '12 | '13  | '14  | '15  | '16  |
| ------------------------------------------------ | --- | --- | ---- | ---- | ---- | ---- |
| Moves like Jagger                                | 371 | 757 | 1146 | 1375 | 1664 | 1999 |

1. ↑  Een vetgedrukt getal geeft de hoogste notering aan.
2. ↑  2011 was het eerste jaar met een notering voor dit nummer.
3. ↑  Deze tabel is bijgewerkt tot en met de laatste editie (2024).